# カナダグランプリ (ロードレース)

モスポート・レースウェイ

カナダグランプリ（カナダGP、Canadian Grand Prix ）はロードレース世界選手権の一戦として、カナダのモスポート・インターナショナル・レースウェイで開催されたオートバイレースのイベントである。4輪のF1カナダGPが初開催されたのと同年の1967年に開催されたが、F1がその後も舞台を移しながら続いているのに対し、2輪のカナダGPはこの年の一回限りの開催に終わった。

## 優勝者
| 年   | サーキット | 125cc                    | 250cc                          | 500cc                          |
| ---- | ---------- | ------------------------ | ------------------------------ | ------------------------------ |
| 1967 | モスポート | ビル・アイビー（ヤマハ） | マイク・ヘイルウッド（ホンダ） | マイク・ヘイルウッド（ホンダ） |